# اچ‌ام‌اس نیاد (اف۳۹)
اچ‌ام‌اس نیاد (اف۳۹) (به انگلیسی: HMS Naiad (F39)) یک کشتی بود که طول آن ۳۷۲ فوت (۱۱۳ متر) بود. این کشتی در سال ۱۹۶۳ ساخته شد.